# Case départ (film, 2011)
Pour les articles homonymes, voir Case départ.
Pour plus de détails, voir Fiche technique et Distribution.
Case départ est un film français réalisé par Lionel Steketee, Fabrice Éboué et Thomas Ngijol, sorti en 2011.

## Synopsis
Régis et Joël sont deux demi-frères que tout oppose : le premier est métis, marié et père d'une fille, conseiller municipal de la mairie d'une ville bourgeoise et intégré au milieu de la classe moyenne ; tandis que le second, noir et banlieusard, est sans-emploi, et vit chez sa mère avec sa fille, depuis sa sortie de prison (où il prétend s'être converti à l'islam) pour le vol du  sac à main d'une personne âgée. Les deux hommes sont un jour demandés aux Antilles au chevet de leur père mourant, un père absent qu'ils ont peu ou pas connu car « ayant énormément voyagé » et qui a connu de nombreuses femmes. Là, ils reçoivent pour seul héritage l'acte d'affranchissement ayant libéré leurs ancêtres esclaves. Nullement préoccupés par la valeur symbolique de ce document, ils le déchirent, ce qui provoque la colère de leur tante.
Pour leur faire regretter ce geste, celle-ci leur fait faire magiquement un voyage dans un monde inconnu où ils se font capturer et vendre à monsieur Jourdain, un propriétaire terrien qui confie Joël aux soins de Monsieur Henri, un contremaître brutal et profondément raciste, tandis que Régis est envoyé aux cuisines de la demeure où il entend l'opinion méprisante et haineuse des propriétaires sur la race noire. Les deux demi-frères découvrent finalement qu'ils sont en 1780 aux Antilles, alors que l'esclavage n'y est pas encore aboli. Monsieur Jourdain, ignorant leurs véritables prénoms, fait rebaptiser Régis Gaspard, et Joël Gédéon. Résolus à rentrer chez eux, les deux demi-frères essaient alors par tous les moyens de se libérer, en essayant d'abord de fuir, puis de se rebeller, Joël contre M. Henri, Régis contre le curé qui endoctrine les autres esclaves et fait croire à la famille de M. Jourdain qu'il connaît bien l'Afrique.
Finalement, après avoir subi les coups de fouet, le marquage au fer rouge et la colère des negmarrons qui les avaient libérés mais dont ils refusaient la volonté de tuer tous les Blancs, ils retrouvent leur tante qui leur explique comment revenir à leur époque : parvenir à réunir leurs ancêtres, Isidore et Rosalie, deux des esclaves de monsieur Jourdain, « réparer l'erreur » et fumer la pipe. Joël, qui est persuadé qu'Isidore est homosexuel, croit qu'il s'agit là de l'erreur à réparer. Ils retournent donc dans la propriété et la nuit tombée, organisent une fête arrosée au rhum pour arranger la liaison du couple. Une fois cela fait, et persuadés d'avoir accompli leur devoir, ils décident de se venger en se rendant, armés, à la fête de mariage de la fille du propriétaire et en humiliant les personnes présentes, puis fument tous les deux la fameuse pipe, mais rien ne se passe.
Ils sont donc condamnés à la pendaison le lendemain matin, mais sont sauvés par Isidore, qui profite du tumulte causé par la chute de Victor, le jeune fils de M. Jourdain, dans un cours d'eau. Alors qu'ils fuient, ils sauvent le garçon alors qu'ils longent le cours d'eau. Cet acte d'héroïsme leur vaut la clémence de M. Jourdain qui les affranchit. Cependant, Régis convainc Joël qu'ils donnent ce droit à Isidore et Rosalie afin que la volonté de la tante s'accomplisse. Ils se retrouvent alors à devoir couper la canne dans la plantation. Mais alors que M. Henri fume la pipe et leur recrache la fumée au visage, cela les fait disparaitre et revenir à leur époque.
Cette aventure les a rapprochés et fait réfléchir sur leur mode de vie : Joël trouve un travail régulier sur un chantier de construction et Régis s'affirme dans sa mairie.
Lors d'un après-midi qui réunit les familles des deux frères, une dispute de leurs filles respectives entraîne le déchirement de l'acte d'affranchissement, et la panique des deux hommes.

## Fiche technique
Sauf indication contraire, les informations mentionnées dans cette section peuvent être confirmées par les bases de données cinématographiques IMDb et Allociné,  présentes dans la section « Liens externes ».
- Titre : Case départ
- Réalisation : Lionel Steketee, Fabrice Éboué et Thomas Ngijol
- Scénario : Fabrice Éboué, Thomas Ngijol et Jérôme L'Hotsky
- Musique : Alexandre Azaria
- Décors : Christian Marti
- Costumes : Pierre-Jean Larroque et Gilles Bodu-Lemoine
- Coiffures : Agathe Dupuis
- Maquillages : Stéphanie Guillon
- Photographie : Jean-Claude Aumont
- Son : Pierre André
- Montage : Frédérique Olszak
- Production : Alain Goldman
- Société de distribution : Mars Distribution, K-Films Amérique (Québec)
- Budget : 6 000 000 €
- Pays de production :  France
- Langues originales : français et créole
- Format : couleur - 35 mm -  2,35:1 - son stéréo
- Genre : comédie, fantastique
- Dates de sortie :
  - France : 6 juillet 2011
  - Belgique : 20 juillet 2011
  - Québec : 27 avril 2012
- Dates de sortie DVD :
  - France : 23 novembre 2011

## Distribution
Sauf indication contraire, les informations mentionnées dans cette section peuvent être confirmées par les bases de données cinématographiques IMDb et Allociné,  présentes dans la section « Liens externes ».
- Fabrice Éboué : Régis « Gaspard »
- Thomas Ngijol : Joël « Gédéon »
- Stéfi Celma : Rosalie
- Eriq Ebouaney : Isidore
- Étienne Chicot : M. Jourdain
- Catherine Hosmalin : Mme Jourdain
- David Salles : M. Henri
- Franck de Lapersonne : le curé
- Joséphine de Meaux : Joséphine Jourdain, fille, aveugle
- Max Baissette de Malglaive : Victor Jourdain, fils
- Michel Crémadès : Isaac
- Doudou Masta : le chef negmarron
- Blanche Gardin : Corinne
- Marie-Philomène Nga : Mme Diawara
- Vincent Solignac : le marchand d'esclaves
- Nicolas Marié : le maire
- Alain Fromager : chasseur d'esclaves fugitifs
- Sylvain Tempier : chasseur d'esclaves fugitifs
- Franck Migeon : le gendre
- Isabel del Carmen Solar Montalvo (voix : Maïk Darah) : la vieille tante
- Jean-Claude Duverger : le père Grosdésir, mourant
- Jean-Yves Rupert : Jocelyn Grosdésir
- Souleymane Diamanka : Hamadou
- Jorge Enrique Caballero Elizarde : Prosper
- Wahid Bouzidi : Kader
- Esteban Leon Aguilera : l'Africain no 1
- Carlos Alexis Guedes : l'Africain no 2
- Marc Vadé : l'acheteur du marché
- Luis Enrique Carreres Ortiz : le chauffeur de taxi
- Youssoupha Diaby : Jeune de la cité no 1
- Mamoudou Konte : Jeune de la cité no 2
- Loïc Massouf : Jeune de la cité no 3
- Thomas Gaudin : le contrôleur de la RATP
- Laurent Mendy : le passager du bus
- Gabrielle Centanini : la dame du bus
- Jérôme Braz : le mendiant manchot
- Nicolas Wan Park le chef de chantier
- Laurentine Milebo : la mère de Joël

## Production

### Tournage
Le film a été tourné :
- dans les Hauts-de-Seine (Vaucresson, cité de la céramique à Sèvres) ;
- en Seine-Saint-Denis (Bagnolet) ;
- à Cuba.

## Musique
- Le soleil donne de Laurent Voulzy et Alain Souchon (chanté et joué au clavecin par Régis)
- Pa Bliye de Stéfi Celma, Maryleen Bourdy et Daniel Romeo
- Zouk Love de Yannik Kalfayan et Bluitgen Andreasen
- Alleven Danse de Yannik Kalfayan et Bluitgen Andreasen
- Vaval de Yannik Kalfayan et Bluitgen Andreasen
- Many Rivers to Cross par Jimmy Cliff
- Libellule par Sylvain Obriot
- Blo Blo Blo de Igo Drane et Juan Miguel Bell Martinez
- Mandela de Eric Brinx et Krin Solo
- Le Printemps des Quatre Saisons d'Antonio Vivaldi
- Prélude et fugue en fa mineur de Jean-Sébastien Bach
- Prélude et fugue en si bémol mineur de Jean-Sébastien Bach
- Menuet de la Sonate en do majeur de Wolfgang Amadeus Mozart
- Allegro de la Sonate en la majeur de Wolfgang Amadeus Mozart
- Menuet de la Sonate en si bemol de Wolfgang Amadeus Mozart
- Set Me Free d'Aelpeacha
- Kizafe de Igo Drane et Juan Miguel Bell Martinez
- Laswè de Igo Drane et Juan Miguel Bell Martinez

## Accueil

### Accueil critique
La presse française a bien reçu le film. Le film reçoit 3 étoiles sur 5 sur Allociné à partir l'interprétation de 16 critiques de presse collectées.
Le journal Metro le qualifie de « bonne surprise » ; le magazine Première  souligne « l'intelligence du propos servi par la comédie » ; Le Journal du dimanche considère aussi le film comme « Une comédie très drôle, pas prise de tête mais pas idiote, grand public et familiale. ».

### Box-office
Le film connaît un grand succès en salles ; le premier jour, Case départ est no 2 dans le classement des entrées en France après Transformers 3 : La Face cachée de la Lune. La première semaine est la meilleure pour Case départ avec 571 106 entrées ; c'est aussi le deuxième meilleur démarrage de la semaine derrière Harry Potter et les Reliques de la Mort. Le film a réuni près de 1 800 000 entrées.
| #           | Nombre d'entrées | Place au box-office | Nombre d'entrées cumulées | Réf.   |
| ----------- | ---------------- | ------------------- | ------------------------- | ------ |
| 1re semaine | 571 106 entrées  | 2e                  | 571 106 entrées           | [ 6 ]  |
| 2e semaine  | 402 098 entrées  | 2e                  | 973 204 entrées           | [ 7 ]  |
| 3e semaine  | 312 986 entrées  | 3e                  | 1 286 190 entrées         | [ 8 ]  |
| 4e semaine  | 185 736 entrées  | 5e                  | 1 471 926 entrées         | [ 9 ]  |
| 5e semaine  | 153 219 entrées  | 7e                  | 1 625 145 entrées         | [ 10 ] |
| 6e semaine  | 81 031 entrées   | 11e                 | 1 706 176 entrées         | [ 11 ] |
| 7e semaine  | 40 229 entrées   | 16e                 | 1 746 405 entrées         | [ 12 ] |
| 8e semaine  | 22 566 entrées   | 21e                 | 1 768 971 entrées         | [ 13 ] |
| 9e semaine  | 13 924 entrées   | inconnu             | 1 782 895 entrées         | [ 14 ] |
| 10e semaine | 7 643 entrées    | inconnu             | 1 790 538 entrées         | [ 14 ] |
| 11e semaine | 4 847 entrées    | inconnu             | 1 795 385 entrées         | [ 14 ] |
| 12e semaine | 3 153 entrées    | inconnu             | 1 798 538 entrées         | [ 14 ] |
| 13e semaine | 1 120 entrées    | inconnu             | 1 799 658 entrées         | [ 14 ] |
| 14e semaine | 299 entrées      | inconnu             | 1 799 957 entrées         | [ 15 ] |

### Distinctions
Sauf indication contraire, les informations mentionnées dans cette section peuvent être confirmées par la base de données cinématographiques Allociné,  présente dans la section « Liens externes ».
- Trophées du Film français 2012 :
  - Trophée de la première œuvre
  - Trophée du public (élu par les internautes des sites du groupe TF1) - prix partagé
- My French Film Festival 2012 : prix du public du long métrage[16]

## Analyse
- Le personnage de Victor Jourdain, fils de l'esclavagiste, indigné par le sort des esclaves dans la plantation, est une référence à Victor Schœlcher, né en 1804 et à l'origine de la seconde abolition de l'esclavage en France en 1848[17].
- Lors de leurs rencontres avec le clan des Neg'Marrons, Joël se retrouve avec une marque peinte en forme de chiffre sur son cou. Il s'agit du numéro 94, représentant le département du Val-de-Marne, où l'acteur principal Thomas Ngijol a grandi, plus précisément à Maisons Alfort.
- Quand Joël annonce à Kader que pendant sa détention, il s'est converti à l'islam, celui-ci réjoui s'exclame « Al-ḥamdu li-l-lāh ». Expression dont de toute évidence, Joël ignore le sens et répète plusieurs fois, le doute se lit sur le visage de Kader.